# Topon
Topon war eine Flächeneinheit auf den Philippinen in den Provinzen Ambos Camarines (Camarines Norte und Camarines Sur) und Albay.
- 1 Topon = 44 Quadratmeter (Etwawert)
- Ambos Camarines: 1 Topon = 16 Quadrat-Brazas = 44,719 Quadratmeter
- Albay: 100 Topones = 43 Ar